# SN 2004dh
SN 2004dh – supernowa typu II odkryta 21 lipca 2004 roku w galaktyce M+04-01-48. W momencie odkrycia miała maksymalną jasność 17,50m.